# Troisième circonscription de la Polynésie française
La troisième circonscription de la Polynésie française est l'une des trois circonscriptions législatives françaises que compte la Polynésie française, collectivité d'outre-mer (code 987) actuellement régie par la loi organique n° 2004-192 du 27 février 2004. Elle est créée par l'ordonnance no 2009-935 du 29 juillet 2009, ratifiée par le Parlement français le 21 janvier 2010, afin de tenir compte de l'évolution démographique de la collectivité territoriale.

La Troisième circonscription de la Polynésie française est représentée par Mereana Reid Arbelot depuis juin 2023 à la suite de la démission (pour incompatibilité) du député siégeant depuis 2017 Moetai Brotherson (réélu en 2022 pour la XVIe Législature de l'Assemblée nationale).
Elle siège au sein du groupe de la Gauche démocrate et républicaine.

## Description géographique et démographique
Utilisée depuis les élections législatives de 2012, elle comprend une partie de Tahiti (Faaa et Punaauia) et toutes les îles Sous-le-Vent (Bora-Bora, Huahine, Maupiti, Tahaa, Taputapuatea, Tumaraa et Uturoa).

## Historique des députations
| Législature | Portrait                                            | Nom               | Affiliation                                | Commission           | Début       | Fin                                                                                          | Commentaire |
| ----------- | --------------------------------------------------- | ----------------- | ------------------------------------------ | -------------------- | ----------- | -------------------------------------------------------------------------------------------- | --- |
| XIVe        |                                                     | Jean-Paul Tuaiva  | Union des démocrates et indépendants (UDI) | Affaires économiques | 2012        | 2017                                                                                         | Déclaré inéligible pour 5 ans pour l'affaire Team Lead. |
| XVe         |                                                     | Moetai Brotherson | Gauche démocrate et républicaine (GDR)     | Affaires étrangères  | 2017        | 2022                                                                                         | Réélu. |
| XVIe        | Gauche démocrate et républicaine (GDR-Tavini-Nupes) | Moetai Brotherson | 2022                                       | Affaires étrangères  | 2023        | Démission pour cause d'incompatibilité électorale (élu président de la Polynésie française). | |
| XVIe        | Gauche démocrate et républicaine (GDR-Tavini-Nupes) |                   | Mereana Reid Arbelot                       | Affaires étrangères  | 2023        | 2024                                                                                         | Suppléante devenue députée. Mandat écourté des suites de la dissolution de l'Assemblée nationale prononcée par le président de la République, Emmanuel Macron. |
| XVIIe       | Gauche démocrate et républicaine (GDR-Tavini-NFP)   | Défense           | Mereana Reid Arbelot                       | 2024                 | en fonction | Réélue.                                                                                      | |

## Historique des élections
Voici la liste des résultats des élections législatives dans la circonscription : 

### Élections de 2012
| Candidat[réf. nécessaire] | Candidat[réf. nécessaire] | Parti                     | Premier tour | Premier tour | Second tour | Second tour |
| Candidat[réf. nécessaire] | Candidat[réf. nécessaire] | Parti                     | Voix         | %            | Voix        | %           |
| ------------------------- | ------------------------- | ------------------------- | ------------ | ------------ | ----------- | ----------- |
|                           | Tauhiti Nena              | Tavini huiraatira         | 8 545        | 30,52        | 15 699      | 49,76       |
|                           | Jean-Paul Tuaiva          | Tahoeraa huiraatira       | 6 692        | 23,90        | 15 851      | 50,24       |
|                           | Gaston Tong Sang          | O Porinetia to tatou ai'a | 4 604        | 16,45        |             |             |
|                           | Teva Rohfritsch           | O'Hiva                    | 2 793        | 9,98         |             |             |
|                           | Jean-Christophe Bouissou  | Rautahi                   | 1 762        | 6,29         |             |             |
|                           | John Tefan                | Te Hiti Tau Api           | 878          | 3,14         |             |             |
|                           | Nicolas Bertholon         | DVD                       | 637          | 2,28         |             |             |
|                           | Taimana Ellacott          | DIV                       | 595          | 2,13         |             |             |
|                           | Gaston Tetuanui           | Collectif carton rouge    | 379          | 1,35         |             |             |
|                           | Angèle Teriitau           | Heiura                    | 346          | 1,24         |             |             |
|                           | Éric Minardi              | Te Nati Bleu Marine       | 327          | 1,17         |             |             |
|                           | Monil Tetuanui            | DVG                       | 206          | 0,74         |             |             |
|                           | Daniel Tuahu              | Hotu Ora                  | 113          | 0,40         |             |             |
|                           | René Hoffer               | DIV                       | 108          | 0,39         |             |             |
|                           | Teriiorai Oopa            | DVD                       | 10           | 0,04         |             |             |
|                           |                           |                           |              |              |             |             |
| Inscrits                  | Inscrits                  | Inscrits                  | 60 194       | 100,00       | 59 645      | 100,00      |
| Abstentions               | Abstentions               | Abstentions               | 31 696       | 52,66        | 26 900      | 45,10       |
| Votants                   | Votants                   | Votants                   | 28 498       | 47,34        | 32 745      | 54,90       |
| Blancs et nuls            | Blancs et nuls            | Blancs et nuls            | 503          | 1,77         | 1 195       | 3,65        |
| Exprimés                  | Exprimés                  | Exprimés                  | 27 995       | 98,23        | 31 550      | 96,35       |

#### Cartes électorales

Résultats par communes ou îles au 1er tour.
Résultats par communes ou îles au 2e tour.

### Élections de 2017
|                                                                                         |                                                                                            |                          |                          |                          |                          |
|                                                                                         |                                                                                            | Premier tour 3 juin 2017 | Premier tour 3 juin 2017 | Second tour 17 juin 2017 | Second tour 17 juin 2017 |
|                                                                                         |                                                                                            |                          |                          |                          |                          |
|                                                                                         |                                                                                            | Nombre                   | % des inscrits           | Nombre                   | % des inscrits           |
| Inscrits                                                                                | Inscrits                                                                                   | 64 814                   | 100,00                   | 64 425                   | 100,00                   |
| Abstentions                                                                             | Abstentions                                                                                | 36 587                   | 56,45                    | 31 727                   | 49,25                    |
| Votants                                                                                 | Votants                                                                                    | 28 227                   | 43,55                    | 32 698                   | 50,75                    |
|                                                                                         |                                                                                            |                          | % des votants            |                          | % des votants            |
| Bulletins blancs                                                                        | Bulletins blancs                                                                           | 430                      | 1,52                     | 619                      | 1,89                     |
| Bulletins nuls                                                                          | Bulletins nuls                                                                             | 264                      | 0,94                     | 456                      | 1,39                     |
| Suffrages exprimés                                                                      | Suffrages exprimés                                                                         | 27 533                   | 97,54                    | 31 623                   | 96,71                    |
|                                                                                         |                                                                                            |                          |                          |                          |                          |
| Candidat Étiquette politique (partis et alliances)                                      | Candidat Étiquette politique (partis et alliances)                                         | Voix                     | % des exprimés           | Voix                     | % des exprimés           |
|                                                                                         |                                                                                            |                          |                          |                          |                          |
|                                                                                         | Patrick Howell Tapura huiraatira (Union des démocrates et indépendants - Les Républicains) | 9 195                    | 33,40                    | 15 020                   | 47,50                    |
|                                                                                         | Moetai Brotherson Tavini huiraatira                                                        | 8 291                    | 30,11                    | 16 603                   | 52,50                    |
|                                                                                         | Vincent Dubois Tahoeraa huiraatira                                                         | 7 592                    | 27,57                    |                          |                          |
|                                                                                         | Albert Roi Tau Hoturau                                                                     | 1 008                    | 3,66                     |                          |                          |
|                                                                                         | Astride Mara La France insoumise                                                           | 513                      | 1,86                     |                          |                          |
|                                                                                         | Teiva Lanteires Front national                                                             | 333                      | 1,21                     |                          |                          |
|                                                                                         | Corinne Atger To Tatou Ananahi - Notre avenir                                              | 308                      | 1,12                     |                          |                          |
|                                                                                         | Dominique Tixier (Union populaire républicaine)                                            | 293                      | 1,06                     |                          |                          |
| Source : Ministère de l'Intérieur - Troisième circonscription de la Polynésie française |                                                                                            |                          |                          |                          |                          |

#### Cartes électorales

Résultats par communes ou îles au 1er tour.
Résultats par communes ou îles au 2e tour.

### Élections de 2022
| Candidat                 | Candidat                  | Parti et coalition       | Nuance                   | Premier tour | Premier tour | Second tour | Second tour |
| Candidat                 | Candidat                  | Parti et coalition       | Nuance                   | Voix         | %            | Voix        | %           |
| ------------------------ | ------------------------- | ------------------------ | ------------------------ | ------------ | ------------ | ----------- | ----------- |
|                          | Moetai Brotherson         | Tavini (NUPES)           | REG                      | 9 761        | 34,26        | 21 937      | 61,32       |
|                          | Tuterai Tuhamai           | Tapura (ENS)             | ENS                      | 9 128        | 32,04        | 13 837      | 38,68       |
|                          | Nuihau Laurey             | A here ia,               | DVD                      | 4 140        | 14,53        |             |             |
|                          | Sylviane Terooatea        | Amuitahiraa (UDC)        | DVD                      | 3 987        | 13,99        |             |             |
|                          | Jules Hauata              | Heiura                   | ECO                      | 586          | 2,06         |             |             |
|                          | Gilles Tautu              | SE                       | REG                      | 332          | 1,14         |             |             |
|                          | John Tefan                | HMT                      | REG                      | 319          | 1,12         |             |             |
|                          | Bernard Heifara Teriitahi | SE                       | REG                      | 238          | 0,84         |             |             |
|                          |                           |                          |                          |              |              |             |             |
| Votes valides            | Votes valides             | Votes valides            | Votes valides            | 28 491       | 98,29        | 35 774      | 97,88       |
| Votes blancs             | Votes blancs              | Votes blancs             | Votes blancs             | 280          | 0,97         | 397         | 1,09        |
| Votes nuls               | Votes nuls                | Votes nuls               | Votes nuls               | 216          | 0,75         | 378         | 1,03        |
| Total                    | Total                     | Total                    | Total                    | 28 987       | 100          | 36 549      | 100         |
| Abstention               | Abstention                | Abstention               | Abstention               | 37 908       | 56,67        | 30 372      | 45,38       |
| Inscrits / participation | Inscrits / participation  | Inscrits / participation | Inscrits / participation | 66 895       | 43,33        | 66 921      | 54,62       |

#### Cartes électorales

Résultats par communes ou îles au 1er tour.
Résultats par communes ou îles au 2e tour.

### Élection de 2024
| Candidat                 | Candidat                 | Parti et coalition       | Nuance                   | Premier tour | Premier tour | Second tour | Second tour |
| Candidat                 | Candidat                 | Parti et coalition       | Nuance                   | Voix         | %            | Voix        | %           |
| ------------------------ | ------------------------ | ------------------------ | ------------------------ | ------------ | ------------ | ----------- | ----------- |
|                          | Mereana Reid Arbelot     | Tavini (NFP)             | UG                       | 12 483       | 42,71        | 17 308      | 50,87       |
|                          | Pascale Haiti            | Amuitahiraa (Amui Tatou) | DVD                      | 12 006       | 41,08        | 16 716      | 49,13       |
|                          | Naumi Mihuraa            | SE                       | DVD                      | 3 230        | 11,05        |             |             |
|                          | Jules Hauata             | Heiura                   | ECO                      | 1 507        | 5,16         |             |             |
|                          |                          |                          |                          |              |              |             |             |
| Votes valides            | Votes valides            | Votes valides            | Votes valides            | 29 226       | 98,07        | 34 024      | 98,18       |
| Votes blancs             | Votes blancs             | Votes blancs             | Votes blancs             | 348          | 1,17         | 382         | 1,10        |
| Votes nuls               | Votes nuls               | Votes nuls               | Votes nuls               | 227          | 0,76         | 250         | 0,72        |
| Total                    | Total                    | Total                    | Total                    | 29 801       | 100          | 34 656      | 100         |
| Abstention               | Abstention               | Abstention               | Abstention               | 39 227       | 56,83        | 34 382      | 49,80       |
| Inscrits / participation | Inscrits / participation | Inscrits / participation | Inscrits / participation | 69 028       | 43,17        | 69 038      | 50,20       |